# تشارلز إتش رايت
تشارلز إتش رايت (بالإنجليزية: Charles H. Wright)‏ هو طبيب أمريكي، ولد في 20 سبتمبر 1918، وتوفي في 7 مارس 2002.